# مخروط النمو

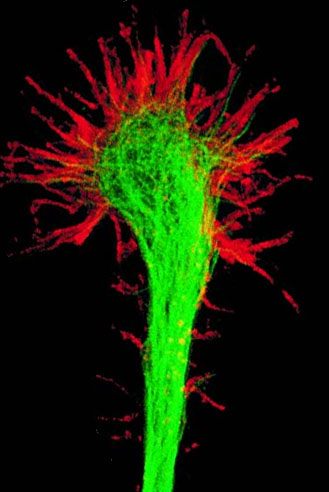

مخروط النمو هو امتداد كبير مدعوم بالأكتين لاستطالات العصبونات النامية أو المتجددة المتجهة نحو هدفها المشبكي. اقترح عالم الأنسجة الإسباني سانتياغو رامون إي كاخال وجود مخاريط النمو بناءً على الصور الثابتة الملاحظة تحت المجهر. وصفها في البداية معتمدًا على الخلايا الثابتة بأنها «تركيز بروتوبلازما مخروطية الشكل، مزودة بحركات أميبية» (كاخال، 1890). تقع مخاريط النمو في أطراف استطالات العصبونات، أي التغصنات أو المحاور العصبية. تشمل هذه البنية المتخصصة جميع الوظائف الحسية والحركية والتكاملية والتكيفية للتغصنات والمحاور العصبية النامية.

## نمو المحوار وتفرعه
تسمح الطبيعة عالية الديناميكية لمخاريط النمو بالاستجابة للبيئة المحيطة عن طريق التغيير السريع في الاتجاه والتفرع استجابةً للمنبهات المختلفة. توجد ثلاث مراحل لنمو المحوار، التي تُسمى: التبارز، والتحفل والاستحصاف. خلال التبارز، يحدث امتداد سريع للأرجل الخيطية الكاذبة والامتدادات الصفاحية على طول الحافة الأمامية لمخروط النمو. يبدأ التحفل بعد ذلك عند انتقال الأرجل الخيطية الكاذبة إلى الحواف الجانية لمخروط النمو، ما يجلب الحويصلات والعضيات مثل المتقدرات والشبكة الهيولية الباطنة. أخيرًا، يحدث الاستحصاف عند زوال بلمرة إف-أكتين الموجود في عنق مخروط النمو وتقلص الأرجل الخيطية الكاذبة. ثم يتقلص الغشاء ليشكل ساق المحوار الاسطواني حول حزمة الأنيبيبات. يحدث أحد أشكال تفرع المحوار أيضًا عبر العملية نفسها، باستثناء «انقسام» مخروط النمو أثناء مرحلة التحفل. ينتج عن هذا تشعب المحوار الرئيسي. يُطلق مصطلح التفرع الجانبي (أو الخلالي) على شكل إضافي أخر لتفرع المحوار؛ يشمل هذا التفرع الجانبي، على عكس التشعبات المحوارية، تشكل فرع جديد من ساق المحوار المنشأة بشكل مستقل عن مخروط النمو في طرف المحوار النامي. في هذه الآلية، يولّد المحوار في البداية الرجل الخيطية الكاذبة أو القدم الصفاحية التي قد تطور بعد الغزو إلى فرع ممتد عموديًا من ساق المحوار بواسطة الأنيبيبات المحوارية. تظهر الفروع الجانبية المنشأة، مثل المحوار الرئيسي، مخروط نمو وتتطور بشكل مستقل عن طرف المحوار الرئيسي.
إجمالًا، تنتج استطالة المحوار عن عملية تُعرف باسم نمو الطرف. في هذه العملية، تُضاف مادة جديدة إلى مخروط النمو مع بقاء الهيكل الخلوي المحواري المتبقي ثابتًا. يحدث هذا من خلال عمليتين، الديناميكيات المعتمدة على الهيكل الخلوي والتوتر الميكانيكي. مع ديناميكيات الهيكل الخلوي، تتبلمر الأنيبيبات في مخروط النمو وتوفر المكونات الحيوية. يحدث التوتر الميكانيكي عند شد الغشاء بسبب توليد القوة الناتجة عن المحركات الجزيئية في مخروط النمو والتصاقات الركيزة القوية على طول المحوار. بشكل عام، تتميز مخاريط النمو السريع بصغرها وقابليتها العالية للشد، بينما تكون مخاريط النمو المتوقفة أو بطيئة الحركة كبيرة للغاية وذات قابلية منخفضة للشد.
تُبنى مخاريط النمو باستمرار عن طريق بناء خييطات الأكتين وتمديد الغشاء البلازمي عبر اندماج الحويصل. تعمل خيوط الأكتين على إزالة بلمرة الطرف الداني وتفكيكه فتسمح للمونومرات الحرة بالهجرة إلى الحافة الأمامية (الطرف القاصي) من خيوط الأكتين حيث يمكنها البلمرة ومن ثم إعادة الربط. تنتقل خيوط الأكتين باستمرار بعيدًا عن الحافة الأمامية من خلال عملية مدفوعة بمحرك بحركة الميوزين تُعرف باسم تدفق إف-أكتين بالطريق الراجع. تتبلمر خيوط الأكتين في المنطقة المحيطية ثم تنتقل للخلف إلى المنطقة الانتقالية، حيث تخضع الخيوط لإزالة البلمرة؛ تتحرر بالتالي المونومرات لتكرار الدورة. يختلف هذا عن ظاهرة سير الأكتين بسبب تحرك كامل البروتين. إذا ما اعتُبر تحرك البروتين سيرًا، تُزال بلمرة المونومرات عندئذ من أحد الطرفين وتتبلمر على الطرف الآخر مع بقاء البروتين نفسه ثابتًا.
تكمن قدرة المحاور العصبية على النمو في الأنيبيبات الموجودة خلف خيوط الأكتين تمامًا. تتبلمر الأنيبيبات بسرعة في المنطقة المحيطية الغنية بالأكتين لمخروط النمو، بالتالي «تسبرها». عندما يحدث هذا، تتلامس نهايات الأنيبيبات المتبلمرة مع مناطق التصاقات إف-أكتين، إذ تعمل البروتينات المرتبطة مع طرف الأنيبيبات عمل «لجينات». تتفاعل لامينينات الغشاء القاعدي مع انتيجرينات مخروط النمو من أجل تعزيز الحركة الأمامية لمخروط النمو. بالإضافة إلى ذلك، يُدعم نمو المحوار أيضًا عن طريق تثبيت الأطراف الدانية من الأنيبيبات، ما يوفر الدعم البنيوي للمحوار.